# Reservatrechte (Heiliges Römisches Reich)
Als Reservatrechte (lateinisch iura caesarea reservata) werden die Hoheitsrechte bezeichnet, über die der Kaiser des Heiligen Römischen Reiches (auch nach dem Reichstag zu Worms  1495) nach eigenem Ermessen und zur alleinigen Ausübung verfügen konnte. Demgegenüber stehen weitere Hoheitsrechte (sog. Komitialrechte), deren Ausübung zusätzlich an die Zustimmung des Reichstages geknüpft war.

## iura caesarea reservata
Als  iura reservata (illimitata) werden die Rechte bezeichnet, die der Kaiser im gesamten Reich ausüben konnte, ohne dass dazu die Zustimmung der Kurfürsten oder des Reichstags eingeholt werden musste, und deren Wahrnehmung nur an die Grenzen des geltenden Reichsrechts (Wahlkapitulationen, Rechte der Reichsstände) gebunden war. Sie waren in keinem Reichsgesetz und in keiner Wahlkapitulation festgeschrieben und umfassten gewissermaßen die letzten Reste der königlichen Machtvollkommenheit.
Zu den Reservatrechten des Kaisers gehörten:
- Wiedervergabe heimgefallener niederer Reichslehen (z. B. Reichsritterschaften)
- Die Proposition auf dem Reichstag
- Das Postregal
- Vornahme von Standeserhöhungen
- Ernennung von Notaren
- Präsentation von Kammerrichtern und Beisitzern am Reichskammergericht
- Bestellung des Präsidenten und der Mitglieder des Reichshofrates
- Vertretung des Reiches nach außen
- Vergabe von Privilegien (d. h. Einrichtung) an die Universitäten und Verleihung von akademischen Graden
- Vergabe von Privilegien im Allgemeinen
- Aussprechen von Dispensierungen
- Volljährigkeitserklärung Minderjähriger
- Legitimationsrecht bezüglich unehelich Geborener

Die alleinige Ausübung dieser Rechte durch den Kaiser blieb auch nach dem Reichstag von 1495 problematisch. Bezüglich der ausschließlichen („illimitaten“) Reservatsrechte trat das Reichsoberhaupt in Konkurrenz zu den Landesherren (z. B. bei der Legitimation unehelicher Kinder). Die bis zum Ende des Reiches unterbliebene verfassungsrechtliche Fixierung jener Rechte führte zur weiteren Derogation derselben.

## iura caesarea reservata limitata
Ferner gehörten zu den Reservatrechten die sog. iura caesarea reservata limitata, die beschränkten Reservatrechte, bei denen zwar keine Zustimmung des Reichstages erforderlich war, wohl aber die Billigung der Kurfürsten eingeholt werden musste. Anhand dieser Rechte ist die Stellung derselben in der Reichsverfassung einfach zu erkennen.
Zu den iura caesarea reservata limitata des Kaisers (und indirekt der Kurfürsten) gehörten folgende Befugnisse:
- Verfügung über ans Reich heimgefallene Lehen
- Einberufung des Reichstags
- Achterklärungen über Reichsstände

De facto zählte ebenfalls die Erteilung von Münz-, Zoll- und Stapelgerechtigkeiten dazu. Im Jahre 1711 wurde die Entscheidung über die Reichsacht zu einem Komitialrecht erklärt.